# Rade Mijatović
Rade Mijatovic (Раде Мијатовић) (født 30. juni 1981 i Sombor, Serbien) er en montenegrinsk håndboldmålmand der spiller for HC Dinamo-Minsk.
Han er også en del af det montenegrinske håndboldlandshold.